# Fikrim Damka
Fikrim Damka, né le 16 octobre 1972 à Prizren, est un membre de  l'Assemblée du Kosovo siégeant en tant que président du Parti démocratique turc et est l'actuel ministre du Développement régional du Kosovo depuis le 22 mars 2021.

## Biographie[1]
Fikrim Damka est né à Prizren au Kosovo le 16 octobre 1972. En 1992 il commence ses études à l'Université d'Istanbul dans le Département d'économie où il en sortira diplômé en 1996. Après la Guerre du Kosovo en 1999, il devient professeur au Lycée économique et juridique de Prizren. Il se présente pour la première fois aux élections législatives kosovares de 2010 sous la bannière du KDTP où il sera élu député le 12 décembre 2010. Damka sera élu président du KDTP le 9 novembre 2019. Lors des élections législatives kosovares de 2021 qui se sont déroulés le 14 février de cette année, Fikrim Damka est nommé ministre du Développement régional du Kosovo par le premier ministre kosovar Albin Kurti. Sa langue maternelle est le turc et il parle également l'albanais, le serbe et l'anglais.